# Herrlohtunnel
Der Herrlohtunnel bei Winterberg im nordrhein-westfälischen Hochsauerlandkreis (Deutschland) ist ein 168 m langer, einröhriger Straßentunnel im Verlauf eines gemeinsamen Abschnitts der Bundesstraßen 236 und 480.
Der Tunnel befindet sich in der Südostflanke des Herrloh (732,9 m ü. NHN), einer Erhebung im Rothaargebirge. Seine Überdeckung ist nur gering, und das Gelände oberhalb der Tunnelmitte liegt auf etwa 700 m Höhe. Der Tunnel wurde von 1994 bis 1995 im Rahmen der Winterberger Umgehungsstraße errichtet und führt seit seiner Verkehrsfreigabe (1995) den Verkehr auf zwei Fahrspuren direkt westlich an der Winterberger Kernstadt vorbei.
Auf nahezu der gesamten Länge verläuft der Tunnel unterhalb der Auslaufbereiche der von drei Schleppliften bedienten Skipisten des Skiliftkarussell Winterberg. Etwa 600 m nordöstlich des Tunnels überquert der nordwestlich an ihm vorbeiführende und außerdem das Südwestportal passierende Rothaarsteig, ein speziell über den Hauptkamm des Rothaargebirges verlaufender Fernwanderweg, beide Bundesstraßen auf einer Brücke.
Etwa 800 m (Luftlinie) östlich des Herrlohtunnels befindet sich an der B 236 unter der Winterberger Innenstadt der Waltenbergtunnel.